# Barend & Van Dorp
Barend & Van Dorp was een discussieprogramma over actuele zaken op de Nederlandse televisiezender RTL 4. Het laatste seizoen 2005/2006 werd uitgezonden op Talpa.
Het programma werd elke werkdag uitgezonden. De presentatie van het programma was in handen van Frits Barend en Henk van Dorp. Dit duo ontving twee tot vier gasten per avond. Jan Mulder was geruime tijd 'vaste gast', en Boudewijn Büch was tot zijn overlijden een regelmatige gast; ook Bart Chabot was vaak te gast. 
Het programma werd lange tijd uitgezonden door RTL, maar was vanaf maandag 5 september 2005 bij Talpa te zien. Na deze verhuizing daalden de kijkcijfers en op vrijdag 21 april 2006 vond de laatste uitzending plaats.

## Inhoud

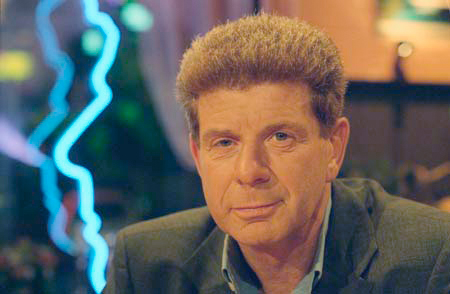
Frits Barend

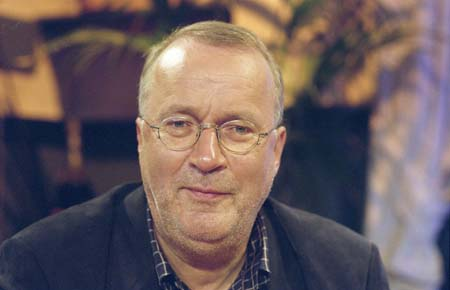
Henk van Dorp

Barend & Van Dorp is in het begin van de jaren negentig begonnen als wekelijks sportprogramma. Tijdens het WK Voetbal 1998 in Frankrijk beleefde Nederland zijn primeur met Villa BvD, een dagelijks praatprogramma over voetbal. Dit format werd later ook gebruikt door andere programma's. Tijdens het EK van 2004 in Portugal onder meer door Studio Sport. Tijdens het WK van 2006 was ook Villa BvD weer te zien.
Later kwam het accent meer te liggen op actualiteit. Het programma onderscheidde zich van andere actualiteitenprogramma's doordat vaak aandacht besteed werd aan kwesties met een zekere emotionele lading en een persoonlijke noot. Men behandelde bijvoorbeeld nieuwsfeiten die bij veel mensen verontwaardiging of bewondering oproepen. Verder was het programma een mengeling van actualiteit, discussie, sport, populaire cultuur en muziek.

## Hells Angels
Op 19 december 2000 vielen tien leden van Hells Angels Holland vlak voor de uitzending de studio binnen van waaruit Barend & Van Dorp werd uitgezonden. Ze eisten dat ze voortaan als 'motorclub' zouden worden omschreven. Verschillende personen, onder wie de beide presentatoren, liepen klappen op. De gasten van die avond, Marco Borsato, Bryan Roy en Lousewies van der Laan, bleven ongedeerd. In het begin van de uitzending van die avond boden Frits Barend en Henk van Dorp excuses aan voor het feit dat ze de Hells Angels een 'criminele organisatie' hadden genoemd. Bij de mishandeling van het duo zou toenmalig Hells Angels Holland-president Willem van Boxtel betrokken zijn geweest.

## Eenmalige comeback

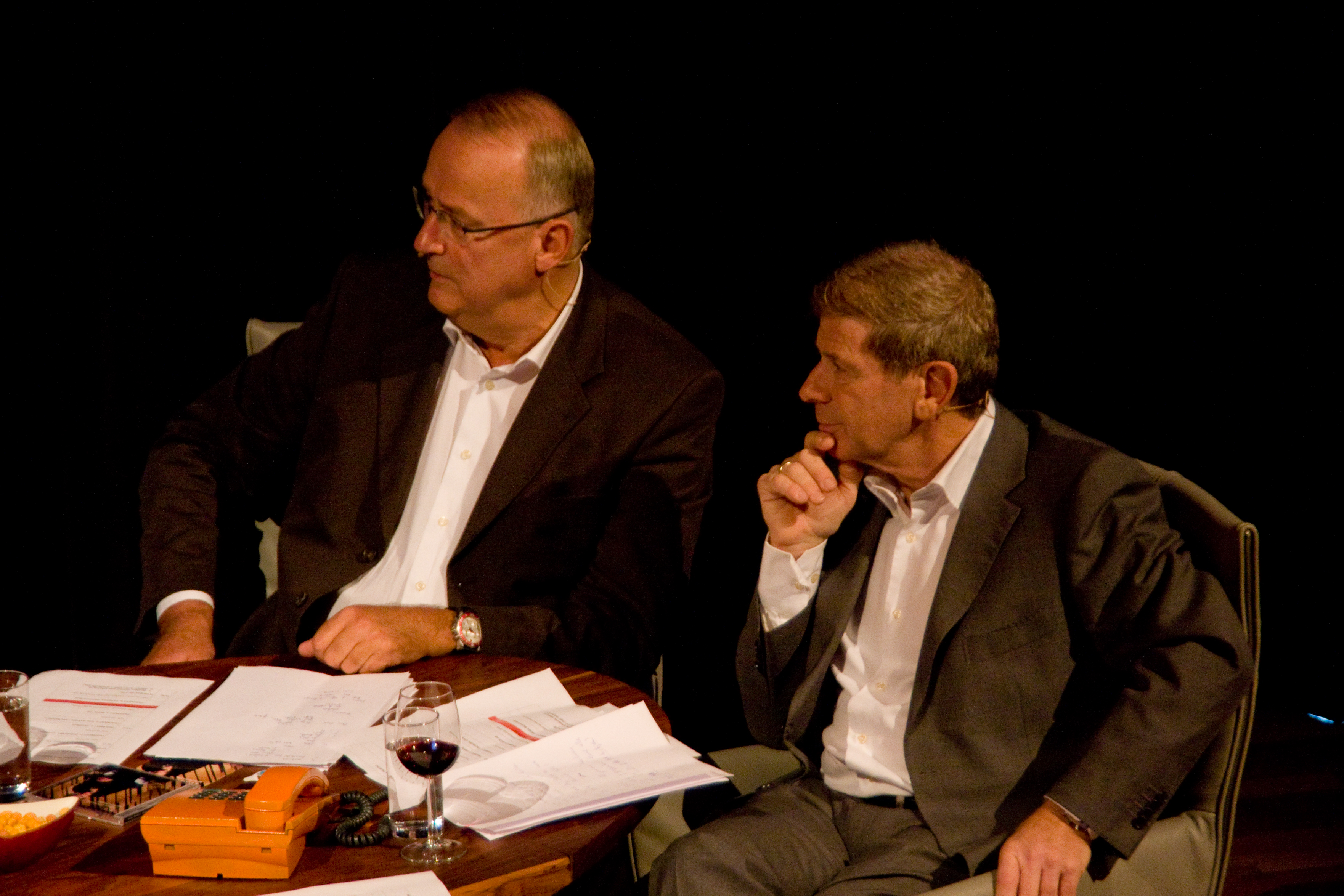
Barend & Van Dorp bij Instituut voor Beeld en Geluid

Op 17 september 2009 lanceerde het Nederlands Instituut voor Beeld en Geluid, in samenwerking met Frits Barend en Henk van Dorp, de nieuwe website: barendenvandorp.nl. In 2008 vertrouwden Barend en Van Dorp al hun uitzendingen toe aan Beeld en Geluid. In het kader van het project Beelden voor de Toekomst digitaliseerde Beeld en Geluid alle afleveringen en maakte deze nu beschikbaar voor het grote publiek en professionals.
Barend en Van Dorp presenteerden de website in een eenmalige 'comeback' als talkshowhosts.